# Comunele Ungariei
Comuna (în maghiară: község) este subdiviziunea administrativă de nivelul al doilea din Ungaria, fiind situată mai jos de județ. Orice localitate cu cel puțin 300 de oameni și care are o identitate locală și capacitatea de a se autoadministra poate deveni comună. În fruntea comunei se află un primar (polgármester). 
O parte din comune au titlul oficial de oraș. Comunele care nu au titlul de oraș, dar au o populație de cel puțin 5.000 de locuitori, sau alte merite deosebite, au titlul oficial de „comună mare” (nagyközség). În 2008 în Ungaria existau 3152 de comune, dintre care 306 erau orașe (în maghiară: város; plural: városok) și 2854 de sate (în maghiară: község, plural: községek). Cel mai mare sat este Erdőkertes (7772 de locuitori, 2012). Există mai mult de 100 de sate cu mai puțin de 100 de locuitori, cel mai mic avea nouă locuitori (Iborfia, 2012).